# Salvador do Sul
Salvador do Sul este un oraș în Rio Grande do Sul (RS), Brazilia.